# カザマーチウリ
カザマーチウリ（コルシカ語:Casamacciuli）は、フランス南部、地中海のコルス地方公共団体（コルシカ島）オート＝コルス県の村である。